# 治安社
治安社是越南东南部同奈省的一个社。

## 区划沿革
2024年9月28日，越南国会常务委员会通过决议，自2024年11月1日起，孝廉社并入治安社。

## 行政区划
治安社下辖第一邑、第二邑2邑。